# Zygfryd Czerniak
Zygfryd Aleksander Czerniak (ur. 8 lutego 1910 w Senftenbergu, zm. 2005) – polski kompozytor, pianista, pedagog.
Autor muzyki do ponad 60 piosenek. Jednym z najbardziej popularnych utworów Czerniaka było tango „Czarnoksiężnik” (z tekstem Szymona Liberowskiego (według Dariusza Michalskiego) lub też Edwarda Miedziańskiego i Tadeusza Kuroczko (jak wydrukowano na etykietach płytowych). Utwór ten nagrali najpopularniejsi w latach tuż powojennych wykonawcy: Zenon Jaruga, Zbigniew Rawicz i Mieczysław Fogg.
W latach 50. i 60. XX w. był Czerniak pracownikiem polskich teatrów, głównie krakowskich, jako ich kierownik
muzyczny i autor muzyki do spektakli. Były to od 1953 m.in. Teatr im. Juliusza Słowackiego, Stary Teatr, Teatr Młodego Widza i Teatr Rozmaitości – w Krakowie, a w 1964 Teatr Zagłębia w Sosnowcu. Przez dłuższy czas współpracował też kompozytor z Krakowskim Domem Kultury „Pod Baranami”.